# Abeer
Abeer (arabisch عبير, DMG ʿAbīr) ist ein weiblicher Vorname.

## Bedeutung
Abeer ist ein arabischer Name. Übersetzt bedeutet er „Duft“, „Wohlgeruch“, „Parfüm“.

## Namensträgerinnen
- Abeer Abdelrahman (* 1992), ägyptische Gewichtheberin
- Abeer Qassim al-Janabi, irakisches Mädchen, das von US-Soldaten ermordet wurde